# Etambutol
L'etambutol és un fàrmac que es fa servir per combatre la tuberculosi activa. Se sol administrar conjuntament amb altres fàrmacs antituberculosos, com ara la isoniazida, la rifampicina i la pirazinamida. Es pren per via oral.